# Hans Dieter Beck
Hans Dieter Beck (Múnich, 9 de abril de 1932-Múnich, 3 de enero de 2025) fue un editor alemán. Fue uno de los dos socios que dirigieron el grupo editorial Editorial C. H. Beck en la sexta generación y fue responsable del programa editorial jurídico, fiscal y económico de la empresa.

## Biografía
Nació en Múnich el 9 de abril de 1932, como hijo del editor Heinrich Beck y su esposa Eva. Estudió primero matemáticas y física, luego alemán y psicología, antes de dedicarse a los estudios de derecho. A partir de enero de 1961 trabajó «como una especie de redactor jurídico» en la editorial familiar Editorial C. H. Beck, fundada por Carl Gottlob Beck en 1763. Ese mismo año se doctoró en Derecho con una disertación sobre los contratos de licencia en el ámbito editorial en la Universidad Ludwig Maximilian de Múnich. Después de cuatro años de trabajo en la editorial y una estancia prolongada en los EE. UU., incluyendo la Escuela de Negocios Harvard y como aprendiz en una editorial estadounidense, adquirió experiencia en el servicio judicial como asesor judicial y más tarde como juez en el Tribunal Regional de Múnich I.
A finales de 1970 regresó a la editorial para hacerse cargo de los departamentos jurídico y económico y, al mismo tiempo, de la dirección de la imprenta en Nördlingen. A partir de 1971 dirigió la sección de publicaciones jurídicas. Dirigió la editorial junto con su hermano Wolfgang Beck quien era responsable de las divisiones de ficción y no ficción; eran la sexta generación de gestión de la empresa familiar, en sucesión directa del fundador de la compañía. En 1995 Wolfgang Beck fue reemplazado por su hijo Jonathan Beck. Hans Dieter Beck amplió la posición de C. H. Beck como editor líder de literatura jurídica en alemán, añadiendo comentarios legales y documentos comerciales.
Entre otros cargos, fue presidente de la asociación regional bávara de la Börsenverein des Deutschen Buchhandels entre 1979 y 1982 y miembro de la junta directiva de la Asociación de Editores de Ciencias Jurídicas y Políticas. Tras el final de la Guerra Fría, Beck también se involucró en el antiguo Bloque del Este. Tuvo mucho éxito en Polonia, pero fracasó en Rusia. La dirección rusa intentó expropiar la empresa matriz alemana y el Estado ruso exigió elevadas multas por supuestas irregularidades en la contabilidad. Aunque Beck ganó los casos judiciales, se retiró de los negocios en Rusia en 1999.

## Vida personal
Beck estaba casado; la pareja tuvo tres hijas. Era un experimentado alpinista. Generalmente iba al trabajo en bicicleta, la última vez el 23 de diciembre de 2024. Murió en Múnich el 3 de enero de 2025, a la edad de 92 años.

## Premios
En 1989, fue galardonado con la Cruz de Oficial de la Orden del Mérito de la República Federal de Alemania, en 1992 con la Cruz de Oficial de la München leuchtet medalla, en 1993 el premio honorífico del Premio de Arte Schwabing, en 2002 la ciudadanía honorífica de la ciudad de Nördlingen, y en 2012 la Orden del Mérito de Baviera.

## Lectura adicional
- «Hans Dieter Beck wird 90: Der Rechtsexperte». Börsenblatt (15/16). 14 de abril de 2022. p. 38.

- Datos: Q1579158
- Multimedia: Hans Dieter Beck / Q1579158